# Delia indiscreta
Delia indiscreta är en tvåvingeart som först beskrevs av Johann Andreas Schnabl och Dziedzicki 1911.  Delia indiscreta ingår i släktet Delia och familjen blomsterflugor. Inga underarter finns listade i Catalogue of Life.